# Horaga corniculum
Horaga corniculum är en fjärilsart som beskrevs av Druce 1895. Horaga corniculum ingår i släktet Horaga och familjen juvelvingar. Inga underarter finns listade i Catalogue of Life.